# Ким Мин Джэ (тяжелоатлет)
Ким Мин Джэ (кор. 김민재; род. 13 октября 1983, Кёнгидо, Республика Корея) — южнокорейский тяжелоатлет, участник Олимпийских игр 2012 года в категории до 94 кг. В результате дисквалификации целого ряда спортсменов, ожидается, что Ким, изначально занявший в Лондоне восьмое место, должен получить серебряную награду.

## Карьера
В 2009 году завоевал бронзу на чемпионате мира и серебро на Восточно-Азиатских играх. В 2010 году неудачно принял участие в мировом первенстве и занял 3-е место на Азиатских играх. В 2011 году стал чемпионом Азии и занял 7-е место на чемпионате мира. В 2012 году снова стал чемпионом Азии. На Олимпийских играх 2012 года занял 8-е место. Но повторное тестирование образцов крови спортсменов в 2016 году привело к тому, что шесть из семи лучших спортсменов были дисквалифицированы, из-за обнаружения присутствия препаратов, повышающих работоспособность, и серебряная медаль перешла к нему.